# Paizay-le-Chapt
Paizay-le-Chapt ist eine französische Gemeinde mit 255 Einwohnern (Stand: 1. Januar 2022) im Département Deux-Sèvres in der Region Nouvelle-Aquitaine. Sie gehört zum Arrondissement Niort und zum Kanton Mignon-et-Boutonne.

## Geographie
Paizay-le-Chapt liegt etwa 34 Kilometer südöstlich von Niort. Umgeben wird Paizay-le-Chapt von den Nachbargemeinden Chérigné im Norden, Fontenille-Saint-Martin-d’Entraigues im Nordosten, Crézières im Osten, Aubigné im Südosten und Süden, Vinax im Süden und Südwesten sowie Asnières-en-Poitou im Westen.

## Bevölkerungsentwicklung

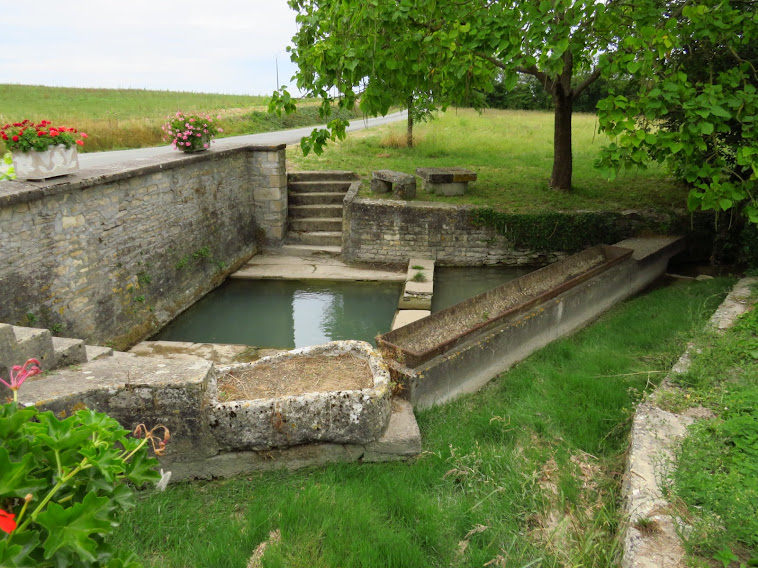
Ehemaliger Brunnen, Waschplatz und Viehtränke

| Jahr                       | 1962 | 1968 | 1975 | 1982 | 1990 | 1999 | 2006 | 2019 |
| Einwohner                  | 476  | 378  | 321  | 313  | 290  | 257  | 262  | 260  |
| Quellen: Cassini und INSEE |      |      |      |      |      |      |      |      |